# 石見国
石見国（いわみのくに）は、かつて日本の地方行政区分だった令制国の一つ。山陰道に属する。

## 概要
東西に長いため、大田市を中心とする東部を「石東」、浜田市を中心とする中部を「石央」、益田市を中心とする西部を「石西」と呼び、三分される。
また、中国山地を唯一越える江の川が流れており、安芸国との結びつきも強い。

## 領域
明治維新の直前の領域は、浜田市、益田市、江津市、邑智郡、鹿足郡および大田市の大部分（山口町山口・山口町佐津目を除く）、出雲市の一部（多伎町神原）、飯石郡の一部（飯南町塩谷・井戸谷・畑田）、広島県山県郡の一部（北広島町西八幡原の一部）にあたる。
該当区域の面積は3,585.41k㎡、人口は21万1940人（2010年国勢調査）。(1)

## 沿革
古墳時代（崇神天皇朝）の大和王権による出雲国の攻略と同時に石見国造が設置され、その支配領域は7世紀の律令制石見国に引き継がれた。
『延喜式』に石見国の駅として、波祢・託農・樟道・江東・江西・伊甘がみえる。駅は郷と同じ行政単位でもあった。

### 近世以降の沿革
- 「旧高旧領取調帳データベース」に記載されている明治初年時点での国内の支配は以下の通り[注釈 1]（451村・172,209石余）。太字は当該郡内に藩庁が所在。幕府領は大森代官所が管轄。
  - 安濃郡（30村・14,510石余） - 幕府領
  - 邇摩郡（46村・16,647石余） - 幕府領
  - 邑智郡（102村・36,781石余） - 幕府領、津和野藩、浜田藩
  - 那賀郡（116村・48,549石余） - 幕府領、津和野藩、浜田藩
  - 美濃郡（96村・33,108石余） - 幕府領、津和野藩、浜田藩
  - 鹿足郡（61村・22,613石余） - 幕府領、津和野藩
- 慶応2年2月15日（1866年3月31日） - 長州戦争により浜田藩が移転して美作鶴田藩となり、領地が周防山口藩預地となる。
- 明治2年8月2日（1869年9月7日） - 幕府領・山口藩預地が大森県の管轄となる。
- 明治3年1月9日（1870年2月9日） - 大森県の管轄地域が浜田県の管轄となる。
- 明治4年6月25日（1871年8月11日） - 津和野藩が廃藩。全域が浜田県の管轄となる。
- 明治9年（1876年）4月18日 - 第2次府県統合により島根県の管轄となる。
- 昭和28年（1953年）12月1日 - 那賀郡波佐村の一部（波佐字滝平の一部）が広島県山県郡八幡村（現・北広島町）に編入。

## 国内の施設

### 国府
『和名抄』によれば、国府は那賀郡にあった。現在の浜田市の伊甘（いかみ）脇遺跡付近や上府（かみこう）遺跡・古市遺跡辺りなど諸説あるが、遺構が発見されていない。また、浜田市下府町（しもこう）へ移転したとする説もある。

### 国分寺・国分尼寺
石見国の国分寺・国分尼寺は浜田市国分町にある。現在の曹洞宗の国分寺が国分尼寺跡と推定されている。その近くの金蔵寺（こんぞうじ）境内が国分寺と考えられている。部分的な発掘であるが、当時の山門・金堂・講堂・塔跡などの礎石と推定されるものが検出されている。

### 神社
延喜式内社
『延喜式神名帳』には、小社34座34社が記載されている。大社はない。石見国の式内社一覧を参照。
総社・一宮以下
- 総社 庄社 - 伊甘神社（浜田市下府町）境内社。
- 一宮 物部神社 （大田市川合町）
- 二宮 多鳩神社 （江津市二宮町）
- 三宮 大祭天石門彦神社 （浜田市相生町）

## 地域

### 郡
- 安濃郡
- 邇摩郡
- 那賀郡
- 邑智郡（邑知郡）
- 美濃郡
- 鹿足郡 - 承和10年5月8日（843年6月9日）、美濃郡から鹿足・能濃2郷を分割して設置。

### 江戸時代の藩
- 吉永藩、加藤家（1万石）→水口藩に転封
- 浜田藩、古田家（5.4万石）→松井松平家（5万石）→本多家（5万石、10万石格）→松井松平家（5.5万石→6.5万石）→越智松平家（6.1万石）
- 津和野藩、坂崎家（3万石→4万3468石）→亀井家（4.3万石）

## 人物

### 国司

#### 石見守
- 三園千桂：天暦2年（948年）任官
- 安倍衆与：天徳元年（957年）任官
- 安倍良明：応和元年（961年）任官
- 坂上望城：天延3年（975年）任官
- 藤原在国：天元2年（979年）任官
- 大原忠亮：天元5年（982年）任官

### 守護

#### 鎌倉幕府
- 1193年～1200年 - 佐々木定綱
- ?～1275年頃 - 伊東氏
- 1275年頃～? - 北条氏

#### 室町幕府
- 1336年～1349年 - 上野頼兼
- 1350年～1351年 - 高師泰
- 1352年～1364年 - 荒川詮頼
- 1366年～1376年 - 大内弘世
- 1376年～1379年 - 荒川詮頼
- 1379年～1399年 - 大内義弘
- 1399年～1401年 - 京極高詮
- 1401年～1406年？ - 山名氏利
- 1406年～1408年？ - 山名義理
- 1408年～1437年 - 山名教清
- 1437年～1440年 - 山名熙貴
- 1441年～1455年 - 山名教清
- 1465年～1467年 - 山名成清
- 1467年～1493年？ - 山名政清
- 1493年？～1517年 - 山名政理
- 1517年～1528年 - 大内義興
- 1528年～1551年 - 大内義隆

### 国衆
安濃郡
- 刺賀氏

邑智郡
- 石見高橋氏
- 本城氏
- 出羽氏
- 祖式氏
- 佐波氏
- 石見小笠原氏

邇摩郡
- 温泉氏
- 久利氏
- 石見吉川氏
- 福光氏

那賀郡
- 都野氏
- 福屋氏
- 周布氏
- 三隅氏
- 永安氏

美濃郡
- 益田氏

鹿足郡
- 吉見氏

### 戦国大名
- 尼子氏
- 毛利氏
- 小笠原氏

### 武家官位としての石見守

#### 江戸時代以前
- 服部正成：戦国時代から安土桃山時代にかけての三河の武将、初代服部半蔵
- 松下之綱：戦国時代から安土桃山時代にかけての武将・大名。木下藤吉郎の元主君

#### 江戸時代
- 大和小泉藩片桐家
  - 片桐貞昌：第2代藩主。茶道石州流の祖、片桐石州
  - 片桐貞起：第4代藩主
  - 片桐貞芳：第6代藩主
  - 片桐貞信：第8代藩主
  - 片桐貞照：第10代藩主
- 出羽松山藩左衛門尉酒井家分家
  - 酒井忠予：第2代藩主
  - 酒井忠休：第3代藩主
  - 酒井忠崇：第4代藩主
  - 酒井忠方：第6代藩主
- 三河奥殿藩大給松平家
  - 松平乗成：第2代藩主
  - 松平乗穏：第3代藩主
  - 松平乗利：第7代藩主
- その他
  - 井上正棠：常陸下妻藩第5代藩主
  - 大久保長安：戦国時代武田氏の家臣、江戸幕府勘定奉行、老中
  - 木下利恭：備中足守藩第12代藩主
  - 近藤秀用：戦国時代から江戸時代前期にかけての武将。遠江井伊谷藩藩主
  - 徳永寿昌：戦国時代から江戸時代前期にかけての武将。美濃高須藩初代藩主
  - 平岡頼資：美濃徳野藩第2代藩主
  - 堀親賢：信濃飯田藩第4代藩主
  - 松下長綱：陸奥二本松藩第2代藩主、陸奥三春藩主
  - 松平定長：伊予松山藩第3代藩主
  - 松平忠喬：信濃飯山藩第2代藩主、遠江掛川藩主、摂津尼崎藩初代藩主
  - 松平康英：陸奥棚倉藩第4代藩主、武蔵川越藩初代藩主・老中

## 名産
- 石州瓦
- 石見銀
- 石州紙